# Hit 'Em Up Style (Oops!)
"Hit 'Em Up Style (Oops!)" је име песме коју је написао Далас Остин, а снимила ју је Блу Кантрел. Ова песма се налазила на албуму Кантрелове из 2001. године, So Blu и ово јој је била прва хит песма. Текст песме препоручује да даме треба да се освете својим варајућим мужевима тако што треба да им потроше сву имовину, како материјалну, тако и монетарну.

## Топ листе
| Година | Сингл | Листа | Место                             |
| ------ | ----- | ----- | --------------------------------- |
| 2001   |       |       | #7 #26 #15 #5 #1 #35 #77 #1 #6 #3 |